# Consistori del Gay Saber
Le Consistori del Gay Saber, (en occitan moderne : Consistòri del Gai Saber ; en français : Consistoire du Gai Savoir, autrement dit « science joyeuse »), était une académie poétique fondée à Toulouse en 1323 pour faire revivre et perpétuer la poésie lyrique des troubadours. Elle est considérée comme la plus ancienne institution littéraire du monde occidental.
Elle est aussi connue sous le nom d'Acadèmia dels Jòcs Florals (Académie des Jeux Floraux).
L'expression Gay Saber était une façon de dénommer en occitan l'art de composer des poésies lyriques.

## Historique
À la Toussaint 1323, sept personnages qui se sont appelés les « sept troubadours », mais qui comprenaient un damoiseau, Bernart de Panassac, seigneur d'Arrouède, Guilhem de Lobra, bourgeois, Berenguier de Sant Plancat et Peyre de Mejanaserra, deux changeurs, Guilhem de Gontaut et Pey Camo, deux marchands, et un notaire, Bernat Oth, ont voulu rétablir le lyrisme courtois après la croisade contre les Albigeois au XIIIe siècle. La noblesse du comté de Toulouse était sortie ruinée de la guerre. Les derniers foyers où le goût  de la poésie avait survécu, les cours d'Astarac, de Foix, de Narbonne, de Rodez, s'étaient éteints.
Ils se sont appelés joyeusement La Sobregaya Companhia Dels VII Trobadors de Tolosa (la Compagnie très gaie des sept troubadours de Toulouse). Ils ont envoyé une lettre à tous les poètes de la Langue d'oc pour leur demander de participer à un concours le premier mai suivant. Ils se sont réunis avec les Capitouls de la ville de Toulouse. Chaque année, le troubadour vainqueur recevait comme prix, la joya, une violette dorée à l'or fin offerte par la ville de Toulouse.
Le premier concours de poésie a eu lieu le 1er mai 1324. Il s'est d'abord déroulé au verger des Augustines. Cette compétition est devenu peu après une fête locale financée par les Capitouls.
Le premier prix, la violette d'or, appelée dans l'ancien registre la joya de la violeta, a été remis le 3 mai 1324 à Arnaut Vidal de Castelnaudary pour un sirventès à la gloire de la Vierge Marie,. Il est créé en même temps docteur dans la gaie science, c'est-à-dire la poésie.
Pour juger les membres de la Companhia ont d'abord commandé une grammaire occitane, comprenant les règles de la poésie. Le premier compilateur en a été Guilhem Molinier, chancelier de la Companhia, dont le Las leys d'Amors a été achevé entre 1328 et 1337. Il a subi deux reprises ultérieures. Plusieurs autres traités et textes grammaticaux ont été produits par des poètes associés au Consistori. Ils ont chargé le chancelier et le bedeau de dresser les statuts et les règles avec un traité de rhétorique et de poésie, sur lesquels on pouvait juger du mérite des poèmes présentés pour recevoir le prix. Les statuts et les règles ont été approuvés, après discussions par l'assemblée, et publiés en 1355. C'est cette année là que les sept membres du Consistoire ont pris le nom de Mainteneurs du gai savoir ou de la gaie science pour signifier qu'ils voulaient maintenir les règles de la poésie qu'ils avaient données dans les Leys d'Amors. Deux autres fleurs, le souci d'argent et l'églantine d'or, ont été ajoutées avant 1356 par les Capitouls. Le jardin dans lequel se déroulait le concours se trouvait dans les faubourgs de Toulouse ayant été ravagés par les Anglais en 1356, le concours s'est ensuite passé dans l'hôtel de ville de Toulouse.
C'est en 1355 que le nom de mainteneurs du gai savoir apparaît pour la première fois dans les registres. Les sept mainteneurs sont alors, Cavayer de Lunel, docteur en droit, Barthélemi Isalguier, chevalier, Pierre de La Selva, licencié en droit, maître Jean de Seyra, bachelier en droit, Bertrand Delsalgar, damoiseau, maître Raimon Gabarra, bachelier en droit, Germain de Gontaut, négociant.
Les concours se sont déroulés par intermittence jusqu'en 1484, date à laquelle le dernier prix a été attribué à Arnaut Bernart de Tarascon. Pendant cette période de 160 ans, une centaine de prix ont été accordés. Les participants au concours sont venus du sud des Pyrénées et du nord de l'Occitanie, hommes et femmes. À une date inconnue, peut-être en 1385, une femme catalane anonyme a soumis un planh aux sept responsables pour obtenir leur jugement. Le planh (lamentation) est celui d'une femme fidèle pour son amoureux, absent depuis plusieurs années.
Le concours est devenu si célèbre que le roi d'Aragon Jean Ier a envoyé en 1388 des ambassadeurs auprès du roi de France Charles VI pour lui demander d'envoyer des poètes de la province de Narbonne, c'est-à-dire de Toulouse et des environs, pour réaliser son dessein de faire dans ses états un établissement de la gaie science.
Dans une réponse à ce qu'a écrit Germain de La Faille (1616-1711) dans les Annales de la ville de Toulouse depuis la réunion de la comté de Toulouse à la Couronne, Guillaume de Ponsan (1682-1774), ancien secrétaire de l'Académie des Jeux Floraux, dans Histoire de l'Académie des jeux floraux, fait remarquer que l'institution de la Violette d'or date de novembre 1323 et celle des Jeux floraux a été faite au début du XVe siècle par la Dame Clémence Isaure et que le nom de Jeux floraux ne date que de cette époque et n'apparaît jamais auparavant.
Guilhem de Galhac ouvre en 1458 un registre pour y recueillir les pièces couronnées aux Jeux Floraux. Il comprend 56 pages. Il est divisé en trois parties correspondant aux trois fleurs réservées aux lauréats des concours annuels, la violette, l'églantine et le souci. Légué à la municipalité de Toulouse en 1493, il est maintenant conservé dans les archives de l'Académie des Jeux Floraux.
En 1471, le Consistori a perdu son caractère uniquement occitan. Il a décerné la violette d'or à Peire de Janilhac n'ostan qu'el fos Francés, per so que dictec e·l lengatge de Tholosa, (bien qu'il fût français, il a composé dans la langue de Toulouse).
En 1513, le Consistori a été transformé en Collège de rhétorique et de poésie françaises. La tradition en attribue la création à Dame Clémence, plus tard appelée Dame Clémence Isaure, à partir du texte du Livre rouge se trouvant dans les archives du Collège de rhétorique . Cette tradition a été attaquée par l'abbé Magi et le procureur Charles de Lagane en 1774. Des poésies sont encore présentées en langue d'oc en 1513, puis seuls le français et le latin ont été utilisés.
Des lettres patentes portant sur le rétablissement des Jeux Floraux en une Académie des Belles Lettres ont été données par Louis XIV en 1694. Le français devient la seule langue utilisée pour le concours. Les sommes dépensées au cours des fêtes des Jeux Floraux ont été fixées à 1 400 livres par un arrêt du conseil du roi du 14 décembre 1671.

## Organisation du Consistori del Gay Saber
Le Consistori est composé de sept membres ou mainteneurs. Ils se sont choisis un chef à qui ils ont donné le titre de chancelier. Ils en ont choisi un autre qui s'est appelé bedeau ou secrétaire.

## Jeux Floraux à Barcelone et à Valence
Des troubadours et poètes de la couronne d'Aragon (l'occitan étant alors considéré comme la langue savante et utilisé dans la plupart des manifestations littéraires, particulièrement poétiques) participent aux Jeux Floraux de Toulouse, entre autres Joan Blanch, Bernat de Palaol, Lluís Icart et Guillem de Masdovelles. À partir de 1393, et à l'initiative du roi Jean Ier d'Aragon, les jeux sont instaurés à Barcelone. Le roi Jean Ier autorise Jaume March et Luís d'Averçó à fonder à Barcelone un Consistori de la Gaia Ciència. Martin Ier d'Aragon nomme le 12 août 1399 Jaume March et Luís d'Averçó mainteneurs de l'Académie barcelonaise en ayant les mêmes prérogatives que leurs confrères de Toulouse.

## Troubadours associés aux Jeux floraux
- Arnaut Bernart de Tarascon, a gagné la violette en 1484
- Arnaut Vidal de Castelnaudary, a gagné la violette en 1324
- Bernart de Panassac, membre fondateur,
- Bernat de Palaol, perd le tournoi poétique avec Rovira en 1386,
- Bertran del Falgar, "couronné" vainqueur à une date inconnue
- Bertran de Payna, "couronné" vainqueur à une date inconnue
- Bertran de Sant Roscha, "couronné" vainqueur trois fois,
- Gaston III de Foix, a gagné la "joya" a une date inconnue,
- Germà de Gontaut, mainteneur en 1355 et 1386,
- Guilhem Molinier, premier chancelier, a rédigé les règles (Leys),
- Guillem Bossatz d'Aorlayachs, a gagné l'églantine et a été "couronné",
- Guillem Vetzinas, désigné vainqueur à une date indéterminée,
- Jacme Rovira, a gagné le tournoi poétique avec Palaol en 1386,
- Jaume de Tolosa, "couronné" vainqueur à une date inconnue,
- Johan Blanch, a gagné la violette vers 1360,
- Joan de Castellnou, complète la version finale des Leys vers 1355,
- Lorenç Mallol, soumet un poème figuré au concours,
- Lluis Icart, a participé au concours à une date indéterminée,
- Peire Duran de Limoux, a gagné la violette d'or en 1373
- Peire de Ladils, collaborateur de Raimon de Cornet
- Peire de Monlasur, collaborateur de Peire Duran
- Raimon de Cornet, appelé l'esprit le plus brillant du Consistori
- Ramenat Montaut, a gagné la "joya" a une date inconnue,
- Ramon Galbarra, mainteneur en 1355 et 1386